# Карађорђево (Бачка Паланка)
Карађорђево је насеље у Србији у општини Бачка Паланка у Јужнобачком округу. Према попису из 2022. било је 562 становника. Према попису у Карађорђеву постоје 294 домаћинства и 337 станова.
Карађорђево је удаљено 11,2 km од Бачке Паланке и представља оазу одмора, лова и коњичког спорта. Пре свега ово место је познато по ергели расних коња, највећој у земљи и у овом делу Европе. За туристичке посете постоји могућност обиласка ловишта, ергеле, хиподрома и посета Музеју ергеле, који је отворен 1983. године, и у њему се налазе пехари која су освојила грла у протеклих неколико деценија. Најзначајнији експонати су саонице и кочије из Титовог периода, фотографије на којима су наступи грла галопера и препонаша, као и фотографија на којој је забележена посета британске краљице Елизабете Карађорђеву, матична књига грла с почетка прошлог века као и књига утисака, претпоставља се и најстарија у Србији, отворена 1924. године.

## Историја
Све је започето узгојем коња, давне 1885. године, када је Аустроугарска монархија започела формирање ергеле, на овом простору, због повољног географског положаја, близине реке Дунав и слатинастог земљишта које је изузетно повољно за правилно формирање копита код подмлатка. Земљиште које је богато калцијумом, погодно је за производњу луцерке и овса. У почетку је то била Установа за одгој ждребади која су набављана од приватних одгајивача широм Монархије. Првенствено су доводили мушку ждребад из мађарске ергеле „Мезехеђеш“. Овде су ждребад одгајана до годину дана, а затим су поново враћена у Мађарску, где су служила у војне сврхе. Касније овде су првенствено одгајани радни коњи, Нониус расе. Ергела је била државно власништво Аустроугарске монархије. Крчењем храстове шуме и изградњом штала као и неколико стамбених објеката 1901.године започело је насељавање овог комплекса. Ергела је основана као одгајалиште ждребади на око 1000 ha обрадиве површине, насеље је добило назив „Чикош Телеп“, или преведено, „Ждребарско насеље“. Ергела постаје значајан селекцијски центар за одабирање расплодних пастува и кобила.
Ергела „Карађорђево“ има прилично дугу традицију у послу којим се бави. Још 1924. године, указом краља Александра Карађорђевића, основано је Државно ловно-шумско добро. Одмах по завршетку Другог светског рата, већ 1945. године, обновљен је рад овог добра, у саставу Владе [ФНРЈ]. Остало је забележено да је још 1948. године овде организован дипломатски лов. Вероватно већ тада се увидело да би ваљало један део овог богом даног простора, са разним врстама ретког биљног и животињског света, уредити у репрезентативне сврхе. Зато је 1957. године отпочело уређење комплекса који је данас познат под именом – Репрезентативни објекат „Карађорђево“. 21. јуна 1973. године „Ловно-шумско пољопривредно добро“ дато је на кориштење Југословенској народној армији (ЈНА) и добило је назив „Војна установа Карађорђево“. Изграђена је вила за одмор, у којој ће следећих 23 године главни гост, али и домаћин, бити Јосип Броз Тито. Отпочело је исушивање мочвара, изградња вештачких језера, формирање и уређење парковских површина, порибљавање језера и формирање станишта за птице... Уследила је и градња разних помоћних објеката, који ће бити у функцији главне виле. Уређен је и направљен комплекс, са комплетном инфраструктуром, који је био и остао – адреса за високо друштво.
Мапу Карађорђева чини више географских појмова: Доњи мајур, Горњи мајур, Нови мајур, Обровац, Врањак, Гувниште, Букински рит, Хагел острво, Шаренградска ада. Реч је о простору од неколико хиљада хектара у југозападном делу Бачке, који се, с једне стране, у дужини од 17 километара, наслања на Дунав. А опет под именом Карађорђево не подразумевају се исти појмови, иако цео овај простор припада систему одбране. Некад су били једно, а данас га чине три одвојене целине: Резиденцијални објекат „Карађорђево“, Војна установа „Карађорђево“ и Месна заједница Карађорђево.

## Специјални резерват природе
Природно добро „Карађорђево“ припада општинама Бачка Паланка и Бач. На основу еколошке валоризације, коју је спровео Завод за заштиту природе Србије, предложено је да се стави под заштиту као специјални резерват природе — резерват за одржавање генетског фонда високе дивљачи, у категорију од великог значаја (друга категорија). Површина специјалног резервата природе „Карађорђево“ износи 2.955,32 ha, а чине га две одвојене природне целине: подручје Мостонга и подручје Букински рит. На заштићеном подручју уочљиво доминирају површине под шумом (77%), део је обрадивих (8,56%) и водених површина (3,74%), или у другој намени (баре, трстици, канали). Природно добро карактерише благо заталасан терен, са динамичним микрорељефом, што је карактеристика ритских подручја. Букински рит се налази под директним утицајем вода Дунава и егзистира као типични ритско-шумски комплекс. На овом подручју евидентиране су: заједнице бадемасте врбе, заједнице беле врбе, заједнице беле врбе и црне тополе, заједнице тополе и пољског јасена. Букински рит представља комплекс биотопа са оптималним условима опстанка разноврсне фауне, често ретке и угрожене. Подручје је значајно као природно мрестилиште бројних врста риба. Велики број евидентираних врста риба има статус реткости. На подручју Мостонге евидентиране су: заједница храстова, заједница храста лужњака, пољског јасена и бреста. Флористичке карактеристике нису комплексно истражене. Постојање различитих типова вегетације указује на присуство екосистемске и флористичне разноврсности. Забележене су природне реткости: бели локвањ, дремовац, идирот и др. За природно добро „Карађорђево“ веома је значајна орнитофауна, коју чини 135 врста птица, а од тога 51 врста су станарице. Посебну вредност имају: орао белорепан, сиви соко, бела рода, рида луња, прдавац. Такоде, у Букинском риту бораве и гнезде се 24 птичје врсте које су на листи потенцијално угрожених у Европи, а 67 птичијих врста има статус природне реткости. Фауна сисара — заступљена је присуством врста глодара, бубоједа, љиљака, зечева, волухарица, зверова и др. Типично обележје и темељни феномен природног добра „Карађорђево“ јесте ловна дивљач, а нарочито: јелен обични, дивља свиња, јелен лопатар, муфлон, вирџинијски белорепи јелен, срна и већи број врста ситне дивљачи (дивља мачка, куна златица, лисица, јазавац, твор, дивљи зец и др.). Мозаик шумских и барско-мочварних биљних заједница са појединим ретким и угроженим врстама су од посебног значаја за очување укупног биодиверзитета, па се на тим основама заснива пројектовани концепт заштите и коришћења. Ловиште ВУ Карађорђево заузима површину од 2.370ха, од чега се шуме Гувниште и Врањак на лазе у саставу општине Бач, покривају површину од 776ха. Уређено ловиште налази се на простору од 1.576ха. Ловиште је станиште разноврсне дивљачи: јелен (лопатар, вирџиниски) као и друге атрактивне ловне дивљачи (дивља свиња, муфлон, дивља мачка, куна, ласица ). Ловиште је намењено интензивном гајењу крупне дивљачи а истовремено служи и као центар за репродукцију и оплемењивање дивљачи. У оквиру ловишта се налазе 3 туристичко угоститељска објекта: Ловачка вила Дијана са 22 лежаја, Ловачки мотел Врањак са 8 лежајева и депанданс Врањак са 16 лежајева. Иако је инфраструктура на завидном нивоу, захтева одређена улагања и оплемењивања садржаја.

## Демографија
У Карађорђево живи 733 становника. У насељу има 337 станова и 294 домаћинства, а просечан број чланова по домаћинству је 2,49.
Ово насеље је углавном насељено Србима (према попису из 2002. године), а у последња три пописа, примећен је пад у броју становника.
|  |

| Демографија | Демографија | Демографија |
| Година      | Становника  | Становника  |
| ----------- | ----------- | ----------- |
| 1948.       | 1.110       |             |
| 1953.       | 1.254       |             |
| 1961.       | 1.287       |             |
| 1971.       | 1.075       |             |
| 1981.       | 1.147       |             |
| 1991.       | 1.077       | 1.073       |
| 2002.       | 1.012       | 1.033       |

| Етнички састав према попису из 2002.‍ | Етнички састав према попису из 2002.‍ | Етнички састав према попису из 2002.‍ | Етнички састав према попису из 2002.‍ | Етнички састав према попису из 2002.‍ |
| ------------------------------------ | ------------------------------------ | ------------------------------------ | ------------------------------------ | ------------------------------------ |
|                                      |                                      |                                      |                                      |                                      |
| Срби                                 | Срби                                 |                                      | 809                                  | 79,94%                               |
| Мађари                               | Мађари                               |                                      | 53                                   | 5,23%                                |
| Југословени                          | Југословени                          |                                      | 34                                   | 3,35%                                |
| Хрвати                               | Хрвати                               |                                      | 31                                   | 3,06%                                |
| Словаци                              | Словаци                              |                                      | 18                                   | 1,77%                                |
| Бошњаци                              | Бошњаци                              |                                      | 8                                    | 0,79%                                |
| Немци                                | Немци                                |                                      | 5                                    | 0,49%                                |
| Словенци                             | Словенци                             |                                      | 1                                    | 0,09%                                |
| Муслимани                            | Муслимани                            |                                      | 1                                    | 0,09%                                |
| Македонци                            | Македонци                            |                                      | 1                                    | 0,09%                                |
| непознато                            | непознато                            |                                      | 1                                    | 0,09%                                |

| \| \| м \| \| \| ж \| \| ? \| 0 \| \| \| 0 \| \| 80+ \| 4 \| \| \| 2 \| \| 75—79 \| 13 \| \| \| 16 \| \| 70—74 \| 20 \| \| \| 34 \| \| 65—69 \| 32 \| \| \| 39 \| \| 60—64 \| 22 \| \| \| 29 \| \| 55—59 \| 22 \| \| \| 28 \| \| 50—54 \| 37 \| \| \| 26 \| \| 45—49 \| 62 \| \| \| 51 \| \| 40—44 \| 50 \| \| \| 60 \| \| 35—39 \| 24 \| \| \| 40 \| \| 30—34 \| 26 \| \| \| 26 \| \| 25—29 \| 22 \| \| \| 28 \| \| 20—24 \| 43 \| \| \| 23 \| \| 15—19 \| 36 \| \| \| 55 \| \| 10—14 \| 31 \| \| \| 32 \| \| 5—9 \| 26 \| \| \| 27 \| \| 0—4 \| 14 \| \| \| 12 \| \| Просек : \| 39,6 \| \| \| 40,7 \| |      |  |  |      |
| |      |  |  |      |
| | м    |  |  | ж    |
| ? | 0    |  |  | 0    |
| 80+ | 4    |  |  | 2    |
| 75—79 | 13   |  |  | 16   |
| 70—74 | 20   |  |  | 34   |
| 65—69 | 32   |  |  | 39   |
| 60—64 | 22   |  |  | 29   |
| 55—59 | 22   |  |  | 28   |
| 50—54 | 37   |  |  | 26   |
| 45—49 | 62   |  |  | 51   |
| 40—44 | 50   |  |  | 60   |
| 35—39 | 24   |  |  | 40   |
| 30—34 | 26   |  |  | 26   |
| 25—29 | 22   |  |  | 28   |
| 20—24 | 43   |  |  | 23   |
| 15—19 | 36   |  |  | 55   |
| 10—14 | 31   |  |  | 32   |
| 5—9 | 26   |  |  | 27   |
| 0—4 | 14   |  |  | 12   |
| Просек : | 39,6 |  |  | 40,7 |

| Година пописа     | 1948. | 1953. | 1961. | 1971. | 1981. | 1991. | 2002. |
| ----------------- | ----- | ----- | ----- | ----- | ----- | ----- | ----- |
| Број домаћинстава | 210   | 241   | 307   | 286   | 352   | 358   | 373   |

| Број чланова      | 1  | 2   | 3  | 4  | 5  | 6 | 7 | 8 | 9 | 10 и више | Просек |
| ----------------- | -- | --- | -- | -- | -- | - | - | - | - | --------- | ------ |
| Број домаћинстава | 75 | 107 | 70 | 97 | 19 | 5 | 0 | 0 | 0 | 0         | 2,71   |

| Пол    | Укупно | Неожењен/Неудата | Ожењен/Удата | Удовац/Удовица | Разведен/Разведена | Непознато |
| ------ | ------ | ---------------- | ------------ | -------------- | ------------------ | --------- |
| Мушки  | 413    | 124              | 260          | 19             | 10                 | 0         |
| Женски | 457    | 110              | 261          | 72             | 14                 | 0         |
| УКУПНО | 870    | 234              | 521          | 91             | 24                 | 0         |

| Пол    | Укупно                    | Пољопривреда, лов и шумарство | Рибарство                            | Вађење руде и камена | Прерађивачка индустрија       |
| ------ | ------------------------- | ----------------------------- | ------------------------------------ | -------------------- | ----------------------------- |
| Мушки  | 184                       | 144                           | 1                                    | 0                    | 10                            |
| Женски | 131                       | 82                            | 0                                    | 0                    | 14                            |
| Укупно | 315                       | 226                           | 1                                    | 0                    | 24                            |
|        |                           |                               |                                      |                      |                               |
| Пол    | Производња и снабдевање   | Грађевинарство                | Трговина                             | Хотели и ресторани   | Саобраћај, складиштење и везе |
| Мушки  | 0                         | 4                             | 5                                    | 2                    | 5                             |
| Женски | 0                         | 0                             | 8                                    | 2                    | 0                             |
| Укупно | 0                         | 4                             | 13                                   | 4                    | 5                             |
|        |                           |                               |                                      |                      |                               |
| Пол    | Финансијско посредовање   | Некретнине                    | Државна управа и одбрана             | Образовање           | Здравствени и социјални рад   |
| Мушки  | 0                         | 2                             | 6                                    | 2                    | 1                             |
| Женски | 0                         | 1                             | 11                                   | 5                    | 3                             |
| Укупно | 0                         | 3                             | 17                                   | 7                    | 4                             |
|        |                           |                               |                                      |                      |                               |
| Пол    | Остале услужне активности | Приватна домаћинства          | Екстериторијалне организације и тела | Непознато            | Непознато                     |
| Мушки  | 2                         | 0                             | 0                                    | 0                    | 0                             |
| Женски | 4                         | 0                             | 0                                    | 1                    | 1                             |
| Укупно | 6                         | 0                             | 0                                    | 1                    | 1                             |